# Mayer Ebner

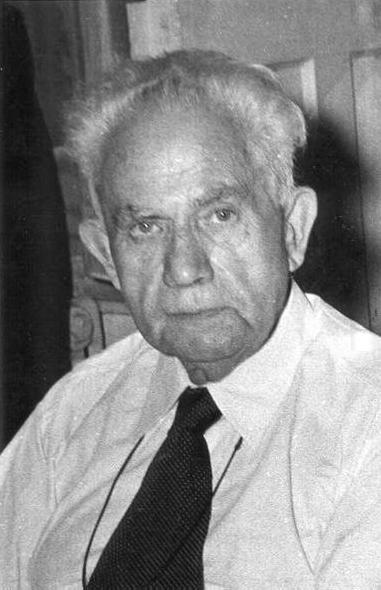
Mayer Ebner (zwischen 1940 und 1950)

Mayer Ebner (* 18. September 1872 in Czernowitz, Österreich-Ungarn (heute Ukraine); † 12. Dezember 1955 in Givʿatajim, Israel) war ein deutschsprachiger Zionist und Journalist.

## Leben
In eine assimilierte jüdische Bürgerfamilie der Bukowina geboren, studierte Ebner Rechtswissenschaft an der Franz-Josephs-Universität Czernowitz, an der er promovierte. Schon in früher Jugend unterstützte er das Konzept einer neuen Nationalbewegung des Judentums; denn angesichts der antisemitischen Ausbrüche in der Deutschnationalen Bewegung Österreichs hielt er die liberale Idee der Assimilation für gescheitert. Deshalb nahm er sich die Wiener Kadimah (Studentenverbindung) als Vorbild für die Hasmonea, die er 1891 mit Philipp Menczel, Isak Schmierer und Josef Bierer in Czernowitz gründete.
1894 gab Ebner Das jüdische Echo heraus, die erste Publikation der Bukowina mit einem jüdischen Nationalprogramm. Von Theodor Herzls Der Judenstaat begeistert, reiste Ebner 1897 zum ersten Zionistenkongress in Basel. Er gewann zionistische Organisationen für die Teilnahme am politischen Leben und gehörte zu den Gründern der Jüdischen Nationalpartei der Bukowina, die von Benno Straucher geführt wurde. Mit Leon Kellner verließ er sie aber und gründete 1910 den konkurrierenden Jüdischen Volksrat. Bei Kommunalwahlen in den beiden folgenden Jahren überaus erfolgreich, wurde Ebner in den Stadtrat von Czernowitz gewählt.
Als die Kaiserlich Russische Armee die Hauptstadt des Habsburger Kronlandes 1914 besetzte, wurde Ebner verhaftet und nach Sibirien deportiert. Im August 1917 vor der Oktoberrevolution freigelassen und nach Czernowitz zurückgekehrt, repräsentierte Ebner von 1919 bis 1940 die Zionisten des Buchenlandes. Als die Habsburgermonarchie zusammenbrach und die Bukowina an Rumänien fiel, kam Ebner an die Spitze der im Oktober 1918 gegründeten Jüdischnationalen Partei. Er mahnte die neuen Machthaber, die Bürgerrechte der Juden in der Bukowina und in ganz Rumänien zu achten. 1919 gründete er die Ostjüdische Zeitung, die er bis 1938 herausgab. Einerseits wollte er die jüdischen Kommunaleinrichtungen erhalten und entwickeln, andererseits warb er für die Alija nach Palästina und für die Verbreitung der hebräischen Sprache.
Von 1926 bis 1933 (außer 1931/32) war er Abgeordneter und Senatsmitglied des bikameralen Parlaments von Großrumänien. Er trotzte dem wachsenden Antisemitismus und vertrat entschieden die Interessen der jüdischen Minderheit. 1931 beteiligte er sich an der Gründung der prozionistischen Jüdischen Nationalpartei Rumäniens. Sie stand zunächst gegen die Union der Rumänischen Juden unter Wilhelm Filderman, ging aber 1936 eine Allianz mit ihr ein, um gegen den wachsenden Nationalismus in Rumänien bestehen zu können.
Nach Leo Motzkins Tod im November 1933 wurde Ebner Vizepräsident des Zionistenkongresses. 1940 emigrierte er nach Palästina. Zur Lösung des politischen und territorialen Nahostkonflikts zwischen Juden und Arabern schlug er eine duale Lösung nach dem Vorbild Österreich-Ungarns vor. Er starb mit 83 Jahren.